# Изоэнтропийный процесс
Изоэнтропи́йный процесс (он же изоэнтро́пный процесс, изоэнтропи́ческий процесс, изэнтропи́ческий процесс) — термодинамический изопроцесс, происходящий при постоянной энтропии.
Условия, при которых тепловой процесс будет изоэнтропийным, можно получить из равенства Клаузиуса для обратимых процессов:
{\displaystyle dS={\frac {\delta Q}{T}}},
где {\displaystyle dS} — приращение (дифференциал) энтропии, а {\displaystyle \delta Q} — бесконечно малое полученное количество теплоты. Отсюда следует, что из обратимых процессов изоэнтропийным является только обратимый адиабатный процесс.
Из неравенства Клаузиуса для необратимых процессов
{\displaystyle dS>{\frac {\delta Q}{T}}},
следует, что необратимый адиабатный процесс не может быть изоэнтропийным.
Но вообще и при необратимом процессе энтропия системы может сохранять постоянное значение, если вся производимая энтропия сразу удаляется с помощью теплообмена.
Если при необратимом изоэнтропийном процессе совершается работа, то часть работы возвращается в систему в виде теплоты, которая выделяется вследствие трения, турбулентности, электрического сопротивления, и должна быть выведена из системы, чтобы обеспечить условие постоянства энтропии.
Другим примером необратимого изоэнтропийного процесса служит стационарный теплоперенос: если концы стержня находятся при разных температурах, то из холодного конца уходит больше энтропии, чем входит через горячий конец. Тем не менее, за счёт производства энтропии в самом стержне энтропия стержня (в случае стационарного неравновесного процесса) не изменяется..
Линию на любой термодинамической диаграмме, изображающую изоэнтропийный процесс, можно называть изоэнтропой. Но обычно её называют адиабатой, так как необратимый процесс (в том числе необратимый адиабатный) нельзя корректно изобразить линией на диаграмме.
Изоэнтропийные процессы важны на практике (например, адиабатное размагничивание) и в теории (например, они входят в цикл Карно).